# Сайяда
Сайя́да (греч. Σαγιάδα) — деревня на северо-западе Греции. Расположена на высоте 20 м над уровнем моря, на берегу пролива Керкира Ионического моря, напротив острова Керкира в 10 км к северо-западу от Фильяте и в 15 км к северо-западу от города Игуменица, севернее устья реки Тиамис, у границы с Албанией, в 4 км к югу от албанского города Конисполи. Административно относится к общине Фильяте в периферийной единице Теспротия в периферии Эпир. Население 594 человек по переписи 2011 года.

## История
Порт Сайяда (Сагиада) был одним из опорных пунктов венецианской торговли, конкурируя с Салониками и Дурресом.

## Население
| Год  | Население, человек |
| ---- | ------------------ |
| 1991 | 778                |
| 2001 | 834                |
| 2011 | ↘ 594              |